# Daly City
Daly City é uma cidade localizada no estado norte-americano da Califórnia, no condado de San Mateo. Foi incorporada em 1911. Situa-se na área da baía de São Francisco, imediatamente ao sul de São Francisco (compartilhando sua fronteira norte com quase toda a fronteira sul de São Francisco). Seu nome é uma homenagem ao empresário e proprietário de terras John Donald Daly.
Com quase 105 mil habitantes, de acordo com o censo nacional de 2020, é a 70ª cidade mais populosa do estado e a segunda mais populosa do condado de San Mateo. É também a mais densamente povoada do condado. Quase 14% da população total do condado de San Mateo vive em Daly City. Notavelmente, 33,2% da população de Daly City é filipina.

## Geografia
De acordo com o Departamento do Censo dos Estados Unidos, a cidade tem uma área de 19,8 km², dos quais todos os 19,8 km² estão cobertos por terra.
Daly City faz fronteira com as cidades de São Francisco, Brisbane, Pacifica, South San Francisco e a vila de Colma. A cidade faz fronteira com várias áreas não incorporadas do condado de San Mateo. Ele circunda Broadmoor e faz fronteira com o Parque Estadual da Montanha San Bruno, o Clube Olímpico, o Lago Merced e áreas não incorporadas perto de Colma. Falhas sísmicas perto de Daly City incluem a Falha de Santo André, Falha Hillside e Falha Serra.

## Demografia
Desde 1900, o crescimento populacional médio, a cada dez anos, é de 48,1%.

### Censo 2020
De acordo com o censo nacional de 2020, a sua população é de 104 901 habitantes e sua densidade populacional de 5 302,4 hab/km². Seu crescimento populacional na última década foi de 3,7%, abaixo do crescimento estadual de 6,1%. É a 70ª cidade mais populosa da California.
Possui 33 444 residências que resulta em uma densidade de 1 690,5 residências/km² e um aumento de 2,6% em relação ao censo anterior. Deste total, 5,0% das unidades habitacionais estão desocupadas. A média de ocupação é de 3,3 pessoas por residência.
A renda familiar média é de 101 834 dólares e a taxa de emprego é de 66,9%.

### Censo 2010
Segundo o censo nacional de 2010, a sua população era de 101 123 habitantes e sua densidade populacional de 5 097,1 hab/km². Era a cidade mais populosa e também a mais densamente povoada do condado de San Mateo. Possuía 32 588 residências que resulta em uma densidade de 1 642,6 residências/km².